# Липик
Ли́пик (хорв. Lipik) — місто в Хорватії, у Пожезько-Славонській жупанії. Відомий своїм термальним курортом, мінеральними водами і породою коней ліпіцанер.

## Положення

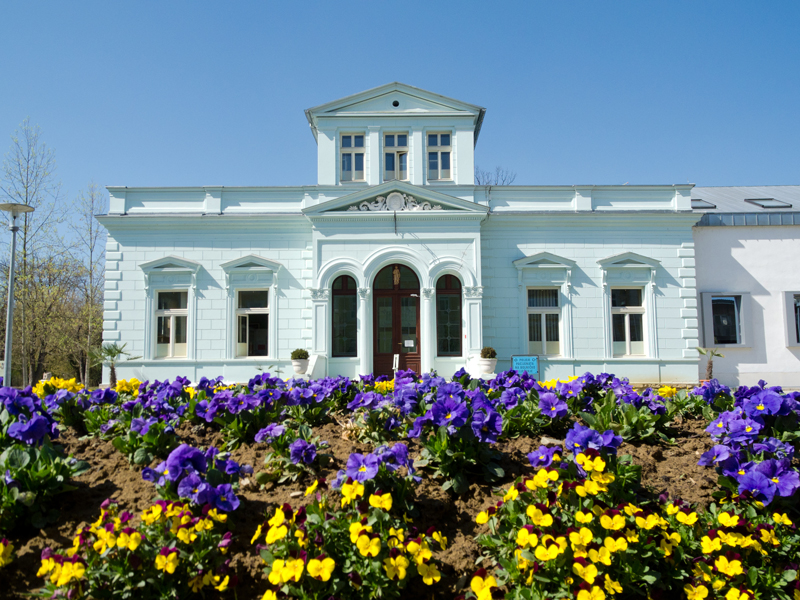
Лікарня в Липику

Місто лежить у долині річки Пакра, оточене з півночі схилами Папука, а з півдня і зі сходу схилами Псуня.

## Історія
Липик як курортне місто нараховує близько двохсот років, але його коріння сягає набагато глибше в історію, а саме до часів Римської імперії.
Впродовж війни Хорватії за незалежність Липик катастрофічно постраждав. Була знищена економічна інфраструктура, а також велика частина надбань культурної спадщини Липика. Масштаби руйнувань на території міста прирівнюються до тих, яких зазнав Вуковар. Між тим, Липик став першим визволеним у цій війні хорватським містом і єдиним відвойованим до операції «Буря».

## Населення
Населення громади за даними перепису 2011 року становило 6 170 осіб, 5 з яких назвали рідною українську мову. Населення самого поселення становило 2 258 осіб.
Динаміка чисельності населення громади:
Динаміка чисельності населення центру громади:

## Населені пункти
Крім поселення Липик, до громади також входять:
- Антуноваць
- Бєлановаць
- Брекинська
- Брезине
- Буковчани
- Буявиця
- Гай
- Горній Чаглич
- Доброваць
- Доній Чаглич
- Клиса
- Ковачеваць
- Корита
- Кукунєваць
- Ливаджани
- Марино Село
- Поляна
- Рибняці
- Скендеровці
- Стрижичеваць
- Субоцька
- Филиповаць
- Шеовиця
- Ягма
- Япага

## Клімат
Середня річна температура становить 11,03 °C, середня максимальна – 25,31 °C, а середня мінімальна – -5,70 °C. Середня річна кількість опадів – 920 мм.
| Клімат поселення                              | Клімат поселення | Клімат поселення | Клімат поселення | Клімат поселення | Клімат поселення | Клімат поселення | Клімат поселення | Клімат поселення | Клімат поселення | Клімат поселення | Клімат поселення | Клімат поселення | Клімат поселення |
| Показник                                      | Січ.             | Лют.             | Бер.             | Квіт.            | Трав.            | Черв.            | Лип.             | Серп.            | Вер.             | Жовт.            | Лист.            | Груд.            |                  |
| Середній максимум, °C                         | 7,04             | 8,88             | 13,28            | 17,27            | 22,10            | 25,31            | 24,38            | 23,80            | 20,11            | 15,29            | 9,73             | 5,54             |                  |
| Середня температура, °C                       | 0,67             | 2,53             | 6,92             | 10,90            | 15,74            | 18,94            | 20,70            | 20,10            | 16,43            | 11,60            | 6,04             | 1,85             |                  |
| Середній мінімум, °C                          | −5,7             | −3,85            | 0,55             | 4,53             | 9,37             | 12,58            | 17,01            | 16,41            | 12,72            | 7,90             | 2,35             | −1,84            |                  |
| Норма опадів, мм                              | 58               | 52               | 63               | 77               | 83               | 99               | 85               | 90               | 76               | 81               | 87               | 69               |                  |
| Середньомісячна швидкість вітру, м/с          | 1.80             | 2.05             | 2.40             | 2.30             | 2.10             | 1.90             | 1.90             | 1.71             | 1.74             | 1.80             | 1.83             | 1.85             |                  |
| Середньомісячна сонячна радіація, кДж/м²·день | 4344             | 7148             | 10929            | 15301            | 19544            | 21718            | 22510            | 19923            | 14878            | 9199             | 4890             | 3621             |                  |
| --------------------------------------------- | ---------------- | ---------------- | ---------------- | ---------------- | ---------------- | ---------------- | ---------------- | ---------------- | ---------------- | ---------------- | ---------------- | ---------------- | ---------------- |
| Джерело:                                      |                  |                  |                  |                  |                  |                  |                  |                  |                  |                  |                  |                  |                  |

## Культурне життя
У Липику з 1998 р. традиційно протягом літа відбувається художня колонія під назвою «Липику з любов'ю». Цю колонію влада міста спонсорує витратними матеріалами, а живописці жертвують свої роботи для майбутньої картинної галереї міста, яку буде створено в міському Мультикультурному центрі.

## Стосунок до України

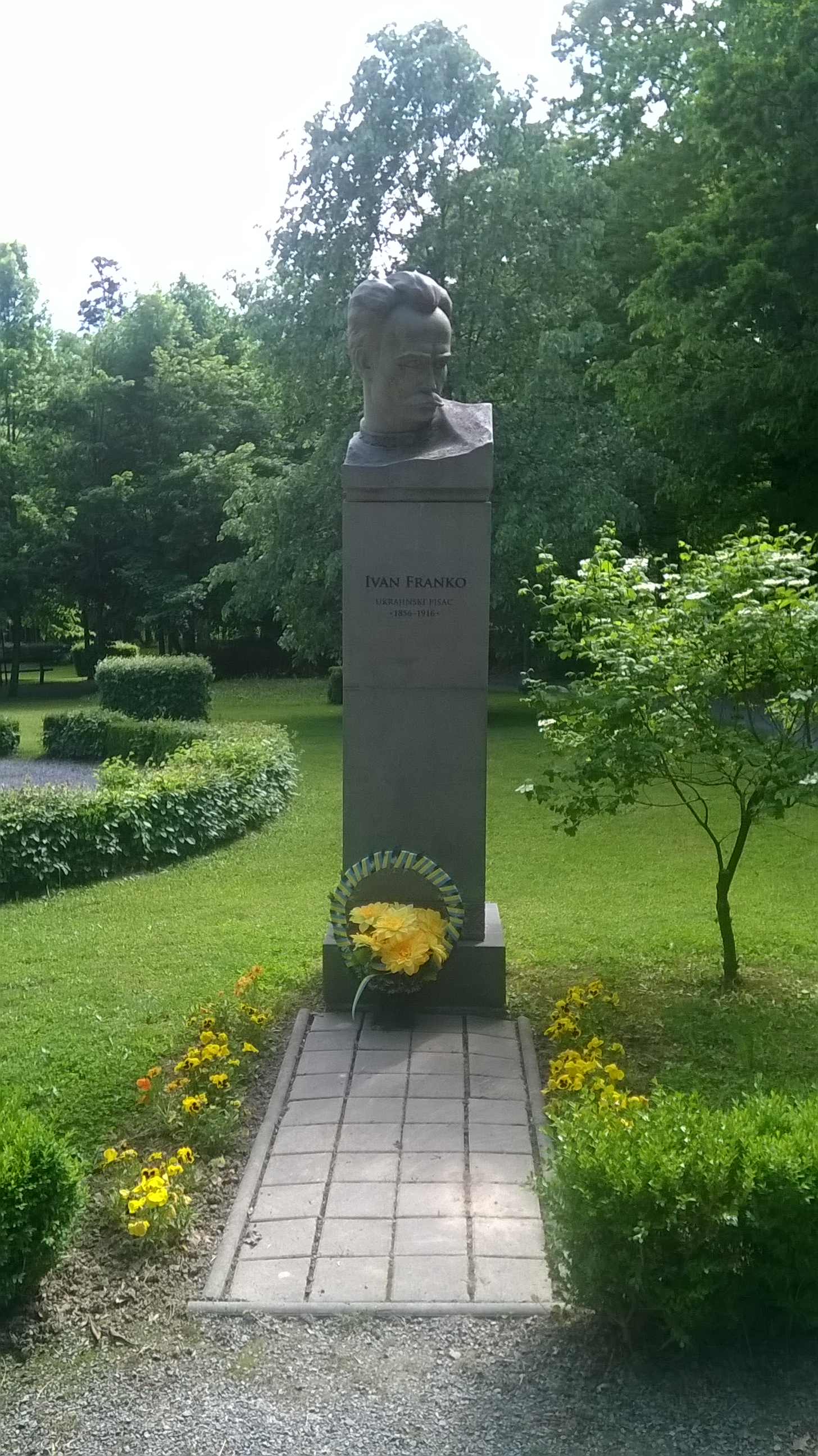
Пам'ятник Івану Франкові в Липику

У березні-квітні 1908 року в Липику перебував на лікуванні тяжкохворий Іван Франко.

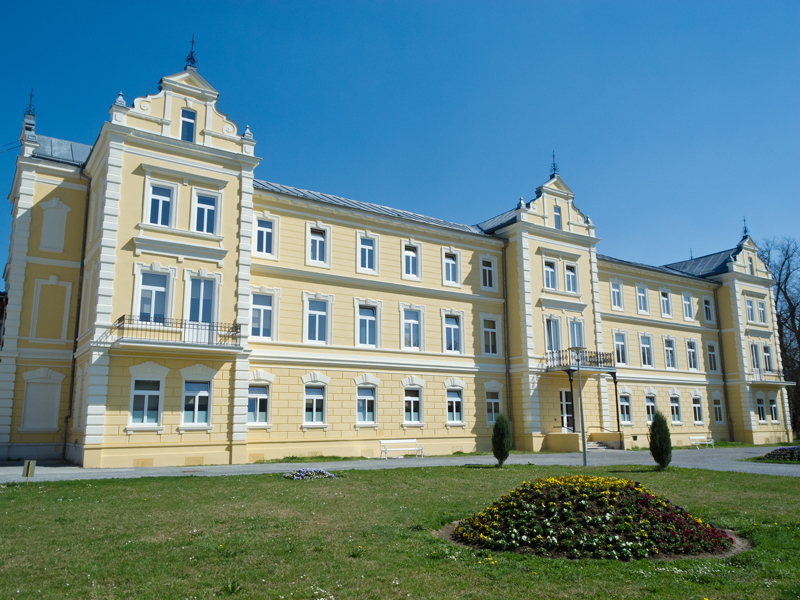
Будинок лікарні, в якій лікувався Іван Франко.

У 2007 році посольство України в Хорватії виступило з ініціативою встановлення пам'ятника Івану Франкові в Липику. 10 березня 2011 року стараннями української громади в Хорватії, яка налічує близько 4,3 тисячі осіб, пам'ятник в Липику було відкрито. В церемонії відкриття взяли участь Голова Верховної Ради України Володимир Литвин, Голова парламенту Хорватії Лука Бебич та ректор Київського національного університету ім. Т. Шевченка Леонід Губерський. Також на відкритті були присутні мери міст-побратимів Липика та Дрогобича, депутати Дрогобицької міської ради й інші представники українського міста-побратима, представники української громади Хорватії. Міський голова Дрогобича Олексій Радзієвський, який виступив на урочистостях, передав громаді Липика землю з Франкового краю.
Автор проекту та самого пам'ятника — український скульптор Костянтин Добрянський. На постаменті написано: «Іван Франко, український письменник, 1856—1916».

## Відомі постаті
У Липику в дитинстві жила і відвідувала початкову школу Ядранка Косор, перша в історії незалежної Хорватії жінка-прем'єр хорватського уряду.

## Примітки

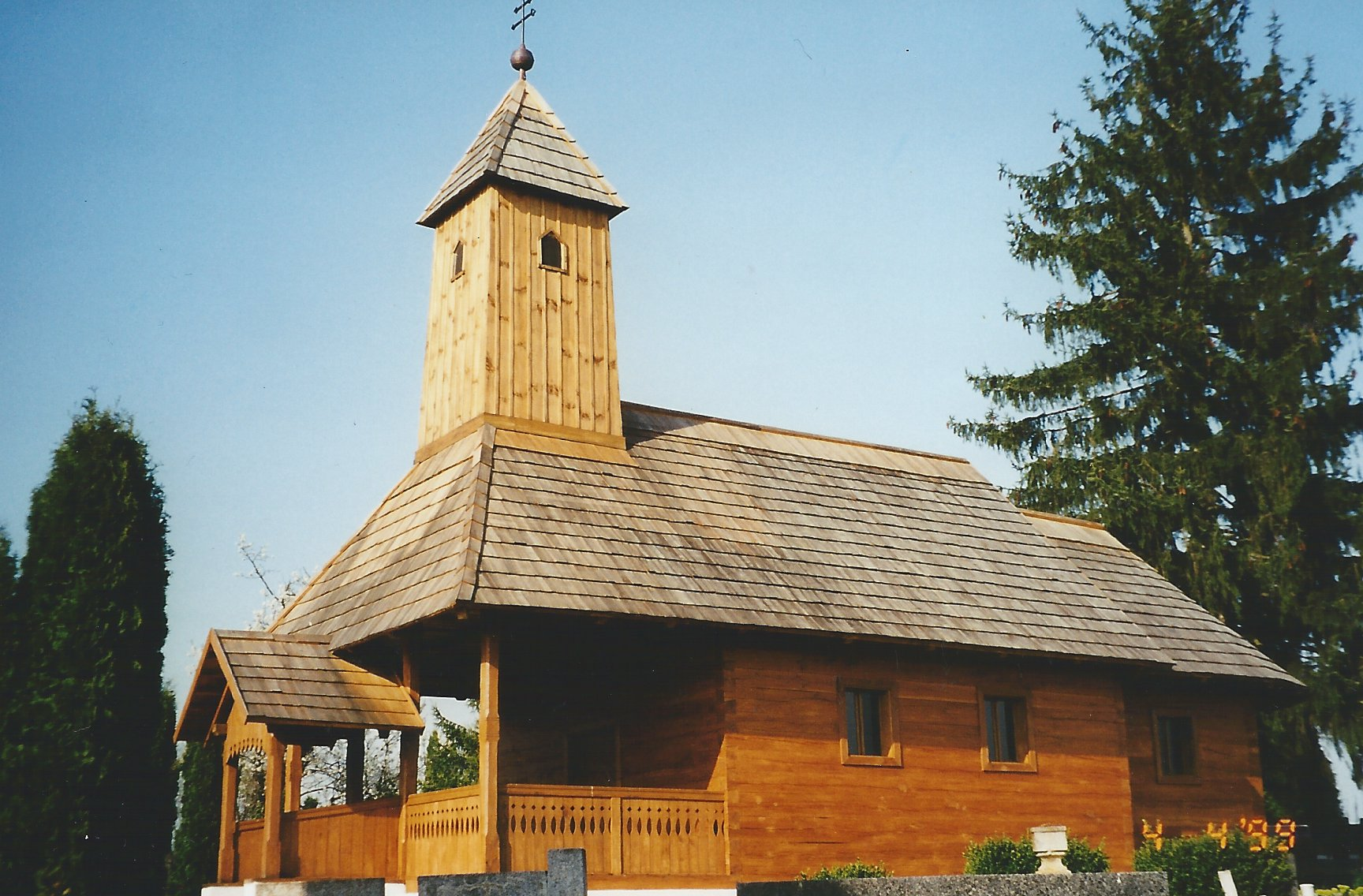
Дерев'яна церква святого Андрія